# منصور البطائحي
منصور البطائحي ، أبو شيبة ، خال أحمد بن علي الرفاعي ، من أعلام التصوف في العصر العباسي الثاني

## ترجمته
صحب عبد الرحمن الطفسونجي ومن تلامذته حماد الدباس والشيخ عبد الرحمن الواسطي والسيد أحمد الرفاعي الكبير (والامام منصور خال أحمد بن علي الرفاعي، دفين قضاء الرفاعي /محافظة ذي قار)،أخباره كان من اجلاء المشايخ في البطائح واعيانهم وكان جميلاً بهياً كامل الأدب معانقاً طريق الدين والاسترسال مع احكام الله عز وجل في الشدة والرخاء لمن يكب به جواد طريقه وكان مجاب الدعوة صاحب حال، وهو أحد المقربين إلى الله من أصحاب المقامات وله شأن عظيم. وتروي له مصادر التاريخ العديد من الكرامات المتواترة ، كان  فقيها عالما مقرئاً مجوداً محدثاً مفسراً متمكناً في الدين، كانت وفاته سنة 540 هـ في براز الروز وهي بلدروز حاليا.هو خال أحمد بن الرفاعي وبصحبته تخرج ينتمي إليه جماعة كثيرة من ذوي الأحوال، وأرباب المقامات، وكانت أمة تدخل، وهي حامل على شيخه الشيخ محمد الشنبكي فينهض لها قائماً، وتكرر منه ذلك فسألوه عن ذلك فقال : أنا أقوم للجنين الذي في بطنها فإنه أحد المقربين إلى الله أصحاب المقامات، وسيصير له شأن عظيم لم يكب به جواد الطريقة حتى مات على الإقبال على الله عز وجل. ومن كلامه من عرف الدنيا زهد فيها، ومن عرف الله آثر رضاه، ومن لم يعرف نفسه فهو في أعظم الغرور وكان يقول: ما ابتلى الله عز وجل عبداً بشيء أشد من الغفلة عنه والفترة، وإذا أحب الله عبداً أعاذه من الغفلة، والمنام، وكان يقول: كلما ارتفعت منزلة القلب كانت العقوبة عليه أسرع، وكان يقول: الصبر زاد المضطرين، والرضا درجة العارفين فمن صبر على صبره فهو بر الصابر، وكان يقول: من فر بدينه إلى الله عز وجل، وهو يتهمه في رزقه فهو يفر له لا إليه وكان يقول: كل موجود في الدنيا لا يكون عوناً على تركها فهو عليك لا لك وكان يقول: لك ثلاث خصال من صفات الأولياء الثقة بالله في كل شيء، والفناء بالاستناد إليه عن كل شيء، والرجوع إليه في كل حال، وكان يقول: الإرادة هي أن تشير إلى الله فتجده أقرب من الإشارة، والتوكل رد الأمر كله إلى واحد ونقصان كل مخلص في إخلاصه رؤية إخلاصه، وكماله شهوده الرياء في إخلاصه، وكان يقول: الأنس بالله استبشار القلوب بقرب الله عز وجل وسرورها به، ونظرها في سكونها إليه، وغفلتها عن كل ما سواه، وأن لا تشير إليه حتى يكون هو المشير إليها.
وكان يقول: من اغتر بصفاء العبودية داخله نسيان الربوبية، ومن شهد صنع الربوبية في إقامة العبودية فقد انقطع عن نفسه وسكن إلى ربه عز وجل، وحينئذ يسلم من الاستدراك وهو هنا فقدان اليقين لأنه باليقين يستبين فوائد الغيب، وكان يقول: الكشف سواطع نور لمعت في القلوب بتمكين معرفة حملة السرائر في الغيوب من غيب إلى غيب حتى يشهد الأشياء من حيث يشهدها الحق فيتكلم عن ضمائر الخلق، وإذا ظهر الحق على السرائر لم يبق لها فضلة لرجاء، ولا خوف وكان يقول: سمعت خالي منصوراً يقول: المحب لم يزل سكران في خماره حيران في شرابه لا يخرج من سكرة إلا إلى حيرة، ولا من حيرة إلا إلى سكرة. سكن الشيخ منصور نهر دفلى من أرض البطائح، واستوطنها إلى أن مات بها، وقبره ظاهر يزار ولما حضرته الوفاة قالت له زوجته أوص لولدك فقال بل لابن أختي أحمد فكررت عليه القول فقال لابنه، ولابن أخته ائتياني بنجيل من أرض كذا فأتاه ابنه بنجيل كثير، ولم يأته ابن أخته بشيء فقال له: يا أحمد لم لم تأت بنجيل فقال وجدته كله يسبح الله عز وجل فلم أستطع أن أقلع منه شيئاً فسكتت زوجته.

## من أقواله
- قال: من اغتر بصفاء العبودية داخله نسيان الربوبية، ومن شهد صنع الربوبية في إقامة العبودية فقد انقطع عن نفسه وسكن إلى ربه عز وجل، وحينئذ يسلم من الاستدراك وهو هنا فقدان اليقين لأنه باليقين يستبين فوائد الغيب،

- وكان يقول: الكشف سواطع نور لمعت في القلوب بتمكين معرفة حملة السرائر في الغيوب من غيب إلى غيب حتى يشهد الأشياء من حيث يشهدها الحق فيتكلم عن ضمائر الخلق، وإذا ظهر الحق على السرائر لم يبق لها فضلة لرجاء، ولا خوف .
- وكان يقول: سمعت خالي منصوراً يقول: المحب لم يزل سكران في خماره حيران في شرابه لا يخرج من سكرة إلا إلى حيرة، ولا من حيرة إلا إلى سكرة.

- وقال:من عرف الدنيا زهد فيها، ومن عرف الله آثر رضاه، ومن لم يعرف نفسه فهو في أعظم الغرور .

- وكان يقول: ما ابتلى الله عز وجل عبداً بشيء أشد من الغفلة عنه والفترة، وإذا أحب الله عبداً أعاذه من الغفلة، والمنام، وكان يقول: كلما ارتفعت منزلة القلب كانت العقوبة عليه أسرع .

- وكان يقول: الصبر زاد المضطرين، والرضا درجة العارفين فمن صبر على صبره فهو بر الصابر .

- وكان يقول: من فر بدينه إلى الله عز وجل، وهو يتهمه في رزقه فهو يفر له لا إليه .

- وكان يقول: كل موجود في الدنيا لا يكون عوناً على تركها فهو عليك لا لك وكان يقول: لك ثلاث خصال من صفات الأولياء الثقة بالله في كل شيء، والفناء بالاستناد إليه عن كل شيء، والرجوع إليه في كل حال.

- وكان يقول: الإرادة هي أن تشير إلى الله فتجده أقرب من الإشارة، والتوكل رد الأمر كله إلى واحد ونقصان كل مخلص في إخلاصه رؤية إخلاصه، وكماله شهوده الرياء في إخلاصه، وكان يقول: الأنس بالله استبشار القلوب بقرب الله عز وجل وسرورها به، ونظرها في سكونها إليه، وغفلتها عن كل ما سواه، وأن لا تشير إليه حتى يكون هو المشير إليها.[4]

## وفاته
سكن الشيخ منصور نهر دفلى من أرض البطائح،  وقبره ظاهر يزار ولما حضرته الوفاة قالت له زوجته أوص لولدك فقال بل لابن أختي أحمد فكررت عليه القول فقال لابنه، ولابن أخته ائتياني بنجيل من أرض كذا فأتاه ابنه بنجيل كثير، ولم يأته ابن أخته بشيء فقال له: يا أحمد لم لم تأت بنجيل فقال وجدته كله يسبح الله عز وجل فلم أستطع أن أقلع منه شيئاً فسكتت زوجته.
كانت وفاته سنة 540 هـ في براز الروز وهي بلدروز حاليا، وما زال ضريحه موجودا ومعروفا وقربه مسجد في قرية تعرف باسمه هي قرية امام منصور البطائحي تبعد 5 كم عن مركز قضاء بلدروز وهو من المعالم التاريخية في بلدروز وفي ثمانينيات القرن الماضي زاره الدكتور أسامة الباز - مستشار الرئيس المصري السابق حسني مبارك، مع كادر السفارة المصرية ووفد كبير من وزارة الأوقاف والشؤون الدينية في العراق.

## هوامش
1. ↑  انظر:  تاريخ واسط، للدكتورعبدالقادرسلمان المعاضيدي ،بغداد341. محاظرات في التاريخ الإسلامي، للدكتور جمال الدين فالح الكيلاني ،بغداد345. نور الأنوار، لحسين الرفاعي، مخطوط ال العوضي الرضويين، مخطوط324. ور الأنوار، لحسين الرفاعي، مخطوط ال العوضي الرضويين، مخطوط324. سجل السيد الرفاعي، مشجرة ال ابي خشبة، مخطوط76. مشجرات السادة الاشراف، نقابة الاشراف بمصر، مخطوط34.
وفيات الأعيان 1\171.
الوافي بالوفيات 7\219.
سير الذهبي 21\77.
الكامل في التاريخ 11\429.
العبر 4\233.
شذرات الذهب 4\952.
مرءاة الزمان 8\370.
طبقات الشافعية لابن قاضي شهبة 2\5.
طبقات الشافعية للسبكي 4\14.
النجوم الزاهرة 6\92.
كتاب نور الأنوار للسيد حسين الرفاعي 234
مخطوط ال العوضي الرضويين.
2. ↑  تاريخ واسط، للدكتورعبدالقادرسلمان المعاضيدي ،بغداد341.
محاظرات في التاريخ الإسلامي، للدكتور جمال الدين فالح الكيلاني ،بغداد345.
3. ↑  نور الأنوار، لحسين الرفاعي، مخطوط ال العوضي الرضويين، مخطوط324.
4. ↑   الأنوار، لحسين الرفاعي، مخطوط ال العوضي الرضويين، مخطوط324.
سجل السيد الرفاعي، مشجرة ال ابي خشبة، مخطوط76.
مشجرات السادة الاشراف، نقابة الاشراف بمصر، مخطوط34.
5. ↑  تاريخ واسط، للدكتورعبدالقادرسلمان المعاضيدي ،بغداد341. محاظرات في التاريخ الإسلامي، للدكتور جمال الدين فالح الكيلاني ،بغداد345.
 نور الأنوار، لحسين الرفاعي، مخطوط ال العوضي الرضويين، مخطوط324.
 ور الأنوار، لحسين الرفاعي، مخطوط ال العوضي الرضويين، مخطوط324. سجل السيد الرفاعي، مشجرة ال ابي خشبة، مخطوط76. مشجرات السادة الاشراف، نقابة الاشراف بمصر، مخطوط34.